# Faustí
Faustí (Faustinus) fou un prevere que es va adherir a la secta fundada per Lucífer de Caller, i que va viure vers el final del segle iv. El seu nom apareix en tres obres:
- Faustini de Triniates De Fide contra Arianos ad Flacillam Imperatricem Libri VII, és un tractat escrit contra els arrians vers el final del segle IV (no més tard del 385, ja que la Flacil·la esmentada al títol, la primera dona de Teodosi I el Gran, va morir el 385) que fou atribuït erròniament al bisbe hispà Gregori, i estava dividit en 7 llibres o capítols.

- Faustini Fides Theodosio Imperatori oblata. Una confessió de fe escrita entre el 379 i el 381 quan Faustí vivia a Eleutheropolis.

- Libellus Precum, presentat a Valentinià i Teodosi vers el 384 i defensa dels luciferians